# سفارت افغانستان در تهران
ساختمان کنونی سفارت افغانستان در تهران - عباس آباد - خ پاکستان - نبش کوچه چهار پلاک ۲  واقع شده ‌است. در گذشته دور این سفارت در محل موزه آبگینه قرار داشته‌است.

## سفیران
سفیرفعلی:عصمت الله حسینی 
- نصیر احمد نور
- عبیدالله عبید
- یحیی معروفی
- عمر داوودزی
- احمد مشاهد
- سیدمحمد خیرخواه
- حمیدالله ناصرضیا
- داکتر نجیب الله
- سردار عزیز الله خان قتیل

رایزن فرهنگی فعلی:آقای شفیق الله شرق.
قبلی: محمد افسررهبین،شاعرنویسنده و مترجم.
- حبیب الله تخاری
- فرامرز تمنا.

## نهادهای وابسته
- کنسولگری افغانستان در مشهد
- کنسولگری افغانستان در زاهدان